# روژووسکی ورخ
روژووسکی ورخ (به لاتین: Růžovský vrch) یک منطقهٔ مسکونی در جمهوری چک است که در روژووا واقع شده‌است.